# Tuyến Cam (Bangkok)
MRT Tuyến Cam (tiếng Thái: รถไฟฟ้ามหานคร สายสีส้ม) là một tuyến tàu điện ngầm của Cơ quan Vận tải Nhanh Khối lượng lớn Thái Lan (MRTA) tại Vùng đô thị Bangkok, Thái Lan. Khi hoàn tất, MRT Tuyến Cam sẽ có chiều dài 35,9 km (22,3 mi) với 29 ga (7 nhà ga trên cao đoạn dài 8,9 km (5,5 mi) và 22 dưới lòng đất đoạn dài 27 km (16,8 mi)), bao gồm một nút giao tại Ga trung tâm văn hóa Thái Lan của MRT Tuyến Xanh Dương).
Tuyến được chia thành hai đoạn; đoạn phía Đông dài 22,5 km (14,0 mi) từ Yaek Rom Klao đến Trung tâm văn hóa Thái Lan và giai đoạn 2, đoạn phía Tây dài 13,4 km (8,3 mi) từ Trung tâm văn hóa Thái Lan đến Bang Khun Non. Công trình mở rộng đoạn phía Đông dài 22,5 km (14,0 mi) được bắt đầu từ tháng 6 năm 2017.
Tuyến không thể mở cho đến khi hệ thống tín hiệu được lắp đặt và toa xe được đặt hàng, cả hai đều chưa được đấu thầu vì quá trình bị chậm trễ quá trình đấu thầu mở rộng phía tây. Tuyến dự kiến không mở cửa cho đến tháng 8 năm 2025 hoặc cuối năm 2025 đầu năm 2026. Sau đó bị trì hoãn đến năm 2028.
Đến cuối tháng 4 năm 2023, công trình đạt 99,50% tiến độ.

## Ga
| Mã                                                                           | Tên ga                                           | Tên ga                                           | Mở cửa                                           | Loại ke ga                                       | Vị trí                                           | Đỗ & Đón                                         | Chuyển đổi                                              | Ghi chú |
| Mã                                                                           | Tiếng Anh                                        | Tiếng Thái                                       | Mở cửa                                           | Loại ke ga                                       | Vị trí                                           | Đỗ & Đón                                         | Chuyển đổi                                              | Ghi chú |
| Taling Chan - Bang Khun Non: 4,54 km (Tương lai)                             | Taling Chan - Bang Khun Non: 4,54 km (Tương lai) | Taling Chan - Bang Khun Non: 4,54 km (Tương lai) | Taling Chan - Bang Khun Non: 4,54 km (Tương lai) | Taling Chan - Bang Khun Non: 4,54 km (Tương lai) | Taling Chan - Bang Khun Non: 4,54 km (Tương lai) | Taling Chan - Bang Khun Non: 4,54 km (Tương lai) | Taling Chan - Bang Khun Non: 4,54 km (Tương lai)        | Taling Chan - Bang Khun Non: 4,54 km (Tương lai)                                                                                              |
| ---------------------------------------------------------------------------- | ------------------------------------------------ | ------------------------------------------------ | ------------------------------------------------ | ------------------------------------------------ | ------------------------------------------------ | ------------------------------------------------ | ------------------------------------------------------- | --- |
|                                                                              | Taling Chan                                      | ตลิ่งชัน                                            | N/A                                              | Đảo ke ga                                        | Dưới lòng đất                                    | -                                                | Kết nối ga với SRT và SRT Tuyến Nam                     | Xuất hiện trên Báo cáo cuối năm 2022. |
| Bang Khun Non - Trung tâm văn hóa Thái Lan: 13.2 km (Đang xây dựng)          |                                                  |                                                  |                                                  |                                                  |                                                  |                                                  |                                                         | |
|                                                                              | Bang Khun Non                                    | บางขุนนนท์                                         | Tháng 11 năm 2030                                | Đảo ke ga                                        | Dưới lòng đất                                    | -                                                | Kết nối ga với MRT và SRT (tương lai)                   | |
|                                                                              | Siriraj                                          | ศิริราช                                            | Tháng 11 năm 2030                                | Xếp chồng                                        | Dưới lòng đất                                    | -                                                | Kết nối ga với SRT (tương lai)                          | Lối thoát đến Bệnh viện Siriraj. |
|                                                                              | Sanam Luang                                      | สนามหลวง                                         | Tháng 11 năm 2030                                | Đảo ke ga                                        | Dưới lòng đất                                    | -                                                |                                                         | Lối thoát đến: • Sanam Luang • Cung điện Hoàng gia Thái Lan • Đường Khaosan • Nhà hát quốc gia                                                |
|                                                                              | Tượng đài dân chủ                                | อนุสาวรีย์ประชาธิปไตย                                | Tháng 11 năm 2030                                | Đảo ke ga                                        | Dưới lòng đất                                    | -                                                | Ga giao với với MRT (đang xây dựng)                     | Lối thoát đến: • Cổng Mahakan • Trung tâm hội nghị Rattanakosin • Queen Sirikit Gallery • Royal Pavilion Mahajetsadabadin • Wat Saket.        |
|                                                                              | Lan Luang                                        | หลานหลวง                                         | Tháng 11 năm 2030                                | Đảo ke ga                                        | Dưới lòng đất                                    | -                                                |                                                         | |
|                                                                              | Yommarat                                         | ยมราช                                            | Tháng 11 năm 2030                                | Đảo ke ga                                        | Dưới lòng đất                                    | -                                                | Kết nối ga với SRT (tương lai)                          | |
|                                                                              | Ratchathewi                                      | ราชเทวี                                           | Tháng 11 năm 2030                                | Đảo ke ga                                        | Dưới lòng đất                                    | -                                                | Kết nối ga với BTS                                      | |
|                                                                              | Pratunam                                         | ประตูน้ำ                                           | Tháng 11 năm 2030                                | Xếp chồng                                        | Dưới lòng đất                                    | -                                                |                                                         | Lối thoát đến: • Đại sứ quán Indonesia • Platinum Fashion Mall.                                                                               |
|                                                                              | Ratchaprarop                                     | ราชปรารภ                                         | Tháng 11 năm 2030                                | Xếp chồng                                        | Dưới lòng đất                                    | -                                                | Kết nối ga với ARL và SRT (tương lai) và SRT Tuyến Đông | Lối thoát đến: • Chợ Pratunam • Indra Square • Baiyoke Tower. Nhà ga này dời về phía Bắc 300m thay thế cho ga Rangnam.                        |
|                                                                              | Din Daeng                                        | ดินแดง                                            | Tháng 11 năm 2030                                | Đảo ke ga                                        | Dưới lòng đất                                    | -                                                |                                                         | Lối thoát đến Bangkok City Hall 2. |
|                                                                              | Pracha Songkhro                                  | ประชาสงเคราะห์                                    | Tháng 11 năm 2030                                | Cạnh bên                                         | Dưới lòng đất                                    | -                                                | Kết nối ga với MRL (tương lai)                          | |
| Trung tâm văn hóa Thái Lan - Yaek Rom Klao: 21,04 km (công trình hoàn thành) |                                                  |                                                  |                                                  |                                                  |                                                  |                                                  |                                                         | |
|                                                                              | Trung tâm văn hóa Thái Lan                       | ศูนย์วัฒนธรรมแห่งประเทศไทย                           | Tháng 5 năm 2028                                 | Cạnh bên                                         | Dưới lòng đất                                    | √                                                | Ga giao với với MRT                                     | Lối thoát đến: • Chợ The One Ratchada • Esplanade Ratchada • The Street Ratchada • Trung tâm văn hóa Trung Quốc • Trung tâm văn hóa Thái Lan. |
|                                                                              | MRTA                                             | รฟม.                                             | Tháng 5 năm 2028                                 | Đảo ke ga                                        | Dưới lòng đất                                    | -                                                |                                                         | Lối thoát đến Royal City Avenue (RCA). |
|                                                                              | Wat Phra Ram 9                                   | วัดพระราม 9                                       | Tháng 5 năm 2028                                 | Xếp chồng                                        | Dưới lòng đất                                    | -                                                | Kết nối ga với MRL (tương lai)                          | Trước đây là Pradit Manutham. |
|                                                                              | Ramkhamhaeng 12                                  | รามคำแหง 12                                      | Tháng 5 năm 2028                                 | Xếp chồng                                        | Dưới lòng đất                                    | -                                                |                                                         | Lối thoát đến Trung tâm thương mại Ramkhamhaeng.                                                                                              |
|                                                                              | Đại học Ramkhamhaeng                             | มหาวิทยาลัยรามคำแหง                                | Tháng 5 năm 2028                                 | Xếp chồng                                        | Dưới lòng đất                                    | -                                                |                                                         | Lối thoát đến Đại học Ramkhamhaeng. Trước đây là Ramkhamhaeng.                                                                                |
|                                                                              | SAT                                              | กกท.                                             | Tháng 5 năm 2028                                 | Đảo ke ga                                        | Dưới lòng đất                                    | -                                                |                                                         | Lối thoát đến: • Sân vận động Rajamangala • Nhà thi đấu Huamark Trước đây là Rajamangala.                                                     |
|                                                                              | Ramkhamhaeng 40                                  | รามคำแหง 40                                      | Tháng 5 năm 2028                                 | Đảo ke ga                                        | Dưới lòng đất                                    | -                                                |                                                         | Trước đây là Hua Mak và Ramkhamhaeng 34. |
|                                                                              | Yaek Lam Sali                                    | แยกลำสาลี                                         | Tháng 5 năm 2028                                 | Đảo ke ga                                        | Dưới lòng đất                                    | -                                                | Kết nối ga với MRT và MRT (tương lai)                   | Trước đây là Lam Sali. |
|                                                                              | Si Burapha                                       | ศรีบูรพา                                           | Tháng 5 năm 2028                                 | Đảo ke ga                                        | Dưới lòng đất                                    | -                                                |                                                         | |
|                                                                              | Khlong Ban Ma                                    | คลองบ้านม้า                                        | Tháng 5 năm 2028                                 | Cạnh bên                                         | Dưới lòng đất                                    | √                                                |                                                         | |
|                                                                              | Sammakorn                                        | สัมมากร                                           | Tháng 5 năm 2028                                 | Cạnh bên                                         | Trên cao                                         | -                                                |                                                         | |
|                                                                              | Nom Klao                                         | น้อมเกล้า                                          | Tháng 5 năm 2028                                 | Cạnh bên                                         | Trên cao                                         | -                                                |                                                         | |
|                                                                              | Rat Phatthana                                    | ราษฎร์พัฒนา                                        | Tháng 5 năm 2028                                 | Cạnh bên                                         | Trên cao                                         | -                                                |                                                         | |
|                                                                              | Min Phatthana                                    | มีนพัฒนา                                           | Tháng 5 năm 2028                                 | Cạnh bên                                         | Trên cao                                         | -                                                |                                                         | |
|                                                                              | Kheha Ramkhamhaeng                               | เคหะรามคำแหง                                     | Tháng 5 năm 2028                                 | Cạnh bên                                         | Trên cao                                         | -                                                |                                                         | |
|                                                                              | Min Buri                                         | มีนบุรี                                             | Tháng 5 năm 2028                                 | Cạnh bên                                         | Trên cao                                         | √                                                | Ga giao với với MRT                                     | |
|                                                                              | Yaek Rom Klao                                    | แยกร่มเกล้า                                        | Tháng 5 năm 2028                                 | Cạnh bên                                         | Trên cao                                         | -                                                |                                                         | Trước đây là Suwinthawong. |

Ghi chú: Vào tháng 2 năm 2020, MRTA thay đổi tên 3 nhà ga OR19, OR20, và OR29.